# Kerry Reid
Kerry Ann Reid z domu Melville (ur. 7 sierpnia 1947 w Mosman) – australijska tenisistka, zwyciężczyni turniejów wielkoszlemowych, zdobywczyni Pucharu Federacji w 1968 roku.
Karierę zawodową zakończyła w 1979 roku. W grze pojedynczej wygrywała m.in. South Australian Open w 1978 roku, Australian Open rok wcześniej, 1973 – Tucson, 1972 – Detroit, 1971 – Dutch Open, Manchester i wiele innych. W grze podwójnej także osiągała tytuły podczas Australian Open (w 1968 roku oraz w grudniu 1977 roku), a także na Wimbledonie (w 1978 roku).
Triumfowała w deblowych turniejach wielkoszlemowych, m.in. w Wimbledonie i Australian Open.